# Anna Szatkowska
Anna Szatkowska, por matrimonio Anna Rosset Bugnon (Górki Wielkie, 15 de marzo de 1928-27 de febrero de 2015) fue una escritora helvético-polaca exmiembro de la Armia Krajowa cuyo objetivo era liberar Varsovia durante la ocupación alemana. Narró su experiencia sesenta años después en el libro La Maison brûlée que ella misma tradujo más tarde al polaco.

## Biografía
Anna era hija de Zofia Kossak-Szczucka conocida en Polonia como escritora y miembro de la resistencia, Anna vivió en una relativa durante su infancia hasta que estalló la guerra el 1 de septiembre de 1939 y tuvieron que huir. 
Durante unos años, se mantuvo en un internado de niñas y en el verano de 1944 se alistó en el ejército polaco clandestino como miembro de la patrulla Ewa Maria, el Alzamiento de Varsovia comenzó el primero de agosto de 1944 y duró 63 días hasta que fue aplacado por los alemanes. 
En octubre de 1944, Anna comenzó a escribir lo que acontecía ayudada por Ewa Orlikowska, antigua jefa de la patrulla. Esas notas serían la base para su libro sesenta años después. 
Al acabar la guerra, el régimen comunista de la tutela soviética, el ministro de interior polaco, aconsejó a Zofia Kossak que abandonaran el país. 
Anna cursó estudios universitarios en Cork, Irlanda finalizándolos en Suiza, en Friburgo y se dedicó a la enseñanza hasta su jubilación. En 1951, se casó con el suizo Jean-Marie Rosset, y tuvieron cuatro hijos. Jean Marie murió en un accidente de tráfico y ella se volvió a casar en 1971 con Jean Bugnon con el que residó en Cugy.